# Humanz
Humanz er det femte album fra det britiske band Gorillaz. Det blev udgivet 28. april 2017 via Parlophone og Warner Bros. Records. Der er mange samarbejdspartnere og gæster på albummet; bl.a. Vince Staples, Popcaan, D.R.A.M., Grace Jones, Anthony Hamilton, De La Soul, Danny Brown, Kelela, Mavis Staples, Pusha T og Benjamin Clementine.

## Modtagelse
Albummet fik hovedsageligt positive anmeldelser.

## Spor
| Humanz – Standard edition | Humanz – Standard edition                                     | Humanz – Standard edition | Humanz – Standard edition | Humanz – Standard edition | Humanz – Standard edition | Humanz – Standard edition | Humanz – Standard edition | Humanz – Standard edition | Humanz – Standard edition |
| #                         | Titel                                                         | Længde                    |                           |                           |                           |                           |                           |                           |                           |
| ------------------------- | ------------------------------------------------------------- | ------------------------- | ------------------------- | ------------------------- | ------------------------- | ------------------------- | ------------------------- | ------------------------- | ------------------------- |
| 1.                        | "Intro: I Switched My Robot Off"                              | 0:23                      |                           |                           |                           |                           |                           |                           |                           |
| 2.                        | "Ascension" (featuring Vince Staples)                         | 2:36                      |                           |                           |                           |                           |                           |                           |                           |
| 3.                        | "Strobelite" (featuring Peven Everett)                        | 4:32                      |                           |                           |                           |                           |                           |                           |                           |
| 4.                        | "Saturnz Barz" (featuring Popcaan)                            | 3:01                      |                           |                           |                           |                           |                           |                           |                           |
| 5.                        | "Momentz" (featuring De La Soul)                              | 3:16                      |                           |                           |                           |                           |                           |                           |                           |
| 6.                        | "Interlude: The Non-Conformist Oath"                          | 0:21                      |                           |                           |                           |                           |                           |                           |                           |
| 7.                        | "Submission" (featuring Danny Brown and Kelela)               | 3:21                      |                           |                           |                           |                           |                           |                           |                           |
| 8.                        | "Charger" (featuring Grace Jones)                             | 3:33                      |                           |                           |                           |                           |                           |                           |                           |
| 9.                        | "Interlude: Elevator Going Up"                                | 0:04                      |                           |                           |                           |                           |                           |                           |                           |
| 10.                       | "Andromeda" (featuring D.R.A.M.)                              | 3:17                      |                           |                           |                           |                           |                           |                           |                           |
| 11.                       | "Busted and Blue"                                             | 4:37                      |                           |                           |                           |                           |                           |                           |                           |
| 12.                       | "Interlude: Talk Radio"                                       | 0:19                      |                           |                           |                           |                           |                           |                           |                           |
| 13.                       | "Carnival" (featuring Anthony Hamilton)                       | 2:15                      |                           |                           |                           |                           |                           |                           |                           |
| 14.                       | "Let Me Out" (featuring Mavis Staples and Pusha T)            | 2:55                      |                           |                           |                           |                           |                           |                           |                           |
| 15.                       | "Interlude: Penthouse"                                        | 0:11                      |                           |                           |                           |                           |                           |                           |                           |
| 16.                       | "Sex Murder Party" (featuring Jamie Principle and Zebra Katz) | 4:19                      |                           |                           |                           |                           |                           |                           |                           |
| 17.                       | "She's My Collar" (featuring Kali Uchis)                      | 3:29                      |                           |                           |                           |                           |                           |                           |                           |
| 18.                       | "Interlude: The Elephant"                                     | 0:11                      |                           |                           |                           |                           |                           |                           |                           |
| 19.                       | "Hallelujah Money" (featuring Benjamin Clementine)            | 4:23                      |                           |                           |                           |                           |                           |                           |                           |
| 20.                       | "We Got the Power" (featuring Jehnny Beth)                    | 2:17                      |                           |                           |                           |                           |                           |                           |                           |
| 49:19                     |                                                               |                           |                           |                           |                           |                           |                           |                           |                           |